# 市政府站 (臺中市)
- 關於臺中市公車臺灣大道幹線公車站，請見「市政府站 (臺中市公車站)」。
- 關於臺北捷運的車站，請見「市政府站 (台北市)」。

市政府站是位於臺中市西屯區的臺中捷運綠線（烏日文心北屯線）車站，亦是與規劃中的藍線交會轉乘之捷運車站，2021年3月25日開放試營運，4月25日通車。

## 車站概要
車站位於文心路二、三段與臺灣大道二、三段路口附近（綠線車站位於文心路二段上，藍線車站位於臺灣大道三段下）。當地地名為惠來(厝)，本站原訂站名為台中市政府站，於通車前更名為市政府站；車站編號為110(綠線)／214(藍線)。
本站為文心玉市原址，現文心玉市已搬遷至五權西路二段，並更名為「台中天目城」。

## 車站構造
高架、地下交會車站（綠線為高架車站；藍線為地下車站），兩座側式月台（綠線）、一座島式月台（藍線），兩個出入口。

### 車站樓層
- 藍線規劃中目前未建設僅預留通道

| 地上 四樓          | 穿越層                             | 月台連絡天橋 |
| 地上 三樓          |                                    |              |
| 側式月台，右側開門 |                                    |              |
| ①號月台            | 綠線 往北屯總站方向（文心櫻花站）  |              |
| ②號月台            | 綠線 往高鐵台中站方向（水安宮站）  |              |
| 側式月台，右側開門 |                                    |              |
| 穿堂層             | 出入口、服務台、驗票口、自動售票機 |              |

| 地上 二樓 | 中間層 | 樓梯、電扶梯轉接平台 |
| 地面      |        |                      |
| 出入口    | 出入口 |                      |

| 地下 一樓 | 轉乘層             | 車站大廳、詢問處、自動售票機、驗票閘門         |
| 地下 二樓 | ①號月台            | 藍線（規劃中）往台中港站方向（秋紅谷公園站）   |
| 地下 二樓 | 島式月台，左側開門 |                                                |
| 地下 二樓 | ②號月台            | 藍線（規劃中）往帝國製糖廠站方向（忠明國小站） |

### 車站出口
於文心路二段東西兩側出入口均設於共構大樓內，以土地開發方式辦理。
| 出入口                          | 圖片 | 位置 |
| ------------------------------- | ---- | --- |
| 出入口1 · 設有電梯 · 設有手扶梯 |      | 位於文心路與臺灣大道交叉路口西南角，鄰近公車站牌市政府站(專用道)往臺中車站、捷運市政府站(文心路)南向，須過馬路至臺灣大道對向公車站牌市政府站(專用道)往靜宜大學 （原文心玉市、中華賓士臺中中古車展示中心，2016年2、3月陸續搬遷拆除） |
| 出入口2 · 設有電梯 · 設有手扶梯 |      | 位於文心路與臺灣大道交叉路口東南角，鄰近公車站牌捷運市政府站(臺灣大道)往臺中車站、捷運市政府站(文心路)北向 （原愛買文心店與富王飯店平面停車場，2016年5月16日後陸續動工）                                                            |
| 註： 設有電梯 \| 設有手扶梯     |      | |

- 地下轉乘藍線預線動工保留場域。藍線完成才會啟用

### 聯開共構大樓
本車站的聯開計畫分為G9-1和G9-2兩案。

#### G9-1
G9-1土地開發案於2022年12月14日完成評選，由冠德建設和中鹿開發攜手獲選為最優申請人。2023年4月19日，市政府和冠德建設與中鹿開發完成簽約，開發案將打造地下7層、地上43層、樓高208公尺的高樓，低樓層商場將交由環球購物中心經營；中樓層規劃企業辦公空間將委託工業技術研究院開放實驗室和集思國際會議顧問股份營運共享辦公室、會議中心。

## 歷史
- 2013年3月15日 - 工程開工[15]（pp. 4-5）。
- 2018年6月30日 - 公布站名[16]。
- 2020年
  - 5月 - 站名變更（台中市政府→市政府）[17]。
  - 10月10日 - 為慶祝雙十節，原預訂年底通車的台中捷運綠線提前「開箱」市政府站供民眾前往參觀。[18]。
  - 11月16日 - 全線進行試營運，本站一同啟用一樓出入口及二樓至四樓綠線車站大廳及月台。（至12月15日4週間免費）[19]。
  - 11月22日 - 連接器牽引裝置軸心斷裂，暫停試營運[20]。
- 2021年
  - 3月25日 - 綠線重啟試營運（至4月23日止持IC卡免費，4月24日停運。）[21]。
  - 4月25日 - 綠線正式營運[21]。
- 2022年12月5日 - 市政府站G9-1土地開發案由冠德建設與中鹿開發（日商鹿島建設）獲選為最優申請人，將規劃興建地上43層，樓高208公尺的開發大樓，建築由日本設計株式會社與趙英傑建築師事務所設計，投資金額預計合計達新台幣106.55億元；樓層規劃低樓層由Global Mall環球購物中心經營，中高樓層是凱悅酒店進駐，頂層委青鳥書店營運。[22]
- 2023年4月19日 - 市政府站G9-1土地開發案的最優申請人冠德建設與中鹿開發（日商鹿島建設）與台中市政府完成簽約。[23]

## 利用狀況
市政府站2022全年每日進出人次約6,405人次，是台中捷運系統中第2大站。本站可與台灣大道幹線公車進行轉乘，並鄰近許多政府機關及百貨商場。
| 年   | 年間      | 年間      | 年間      | 單日平均 | 單日平均 |
| 年   | 進站      | 出站      | 進出站計  | 進站     | 進出站   |
| ---- | --------- | --------- | --------- | -------- | -------- |
| 2022 | 1,161,230 | 1,176,625 | 2,337,855 | 3,181    | 6,405    |

## 外部連結
- 市政府站（台中捷運股份有限公司） （页面存档备份，存于）